# Bom Retiro
Bom Retiro é um município brasileiro da região serrana do estado de Santa Catarina. Localiza-se a uma latitude 27º47'50" sul e a uma longitude 49º29'21" oeste, sua sede está a uma altitude de 890 metros, mas o interior varia entre 1000 a 1100 metros e morros com mais de 1500 metros, tendo na região do Campo dos Padres o ponto mais alto de Santa Catarina, o Morro da Boa Vista, com 1.827 metros.
Sua colonização é em sua maioria de europeus (alemães e italianos). Sua população estimada em 2016 é de 9.698 habitantes.
Possui uma área de 1.065,6 km².

## História

### Origens e povoamento
Até 1787, quanto à Estrada dos Conventos, que Francisco de Souza Faria abriu, não existia outro meio de transporte senão esse, que ia do Litoral até a Serra Catarinense. Naquele ano, o governo que se instalou em Desterro deu incumbência para o Alferes Antonio José da Costa, da abertura da estrada que, tendo como ponto de partida a cidade de São José, juntamente à capital catarinense, teria como ponto de destino a cidade de Lages. O complicado empreendimento somente se concluiu em 1790. Foram descobertos desse modo, os Campos de Bom Retiro, que deixaram maravilhados Antonio Marques Arzão, em companhia do Alferes Costa, cuja solução dada pelo militar era o requerimento de terras no lugar.
Porém, a empreitada de Antonio Marques Arzão, a primeira pessoa que colonizou o município, foi fracassada; dentre os motivos, a estrada citada foi abandonada imediatamente, meio de transporte do qual Arzão serviu como ajudante na sua construção, abandonando esses campos, com as comunicações completamente defeituosas. Somente depois de uma grande quantidade de anos é que a estrada se reabriria.
Ainda em 1890, os povos indígenas foram os senhores supremos que habitavam a região, sendo que nesse ano, dois padres que os visitaram, tinham a pretensão de levar a catequese para os nativos, que, ao qual é mencionado não retornaram ao local,  a beleza das montanhas campestres (mais de 1800 m de altitude) do chamado Campo dos Padres, que então se descobriram na Serra Geral.

### Formação administrativa
De acordo com El-Khatib (1970, p. 21) a abertura de uma estrada e a catequese foram as razões pelas quais a região de Bom Retiro foi povoada com lentidão, o qual somente foi elevado à categoria de município por meio da Lei nº 1408, de 4 de outubro de 1922, sendo instalado em 14 de janeiro de 1923. Bom Retiro se desmembrou de Lages e Palhoça.
De acordo com a Lei Estadual nº 806, de 21 de dezembro de 1961, uma parte da extensão territorial de Bom Retiro foi perdida quando o governo estadual criou o município de Alfredo Wagner.